# フィブラ

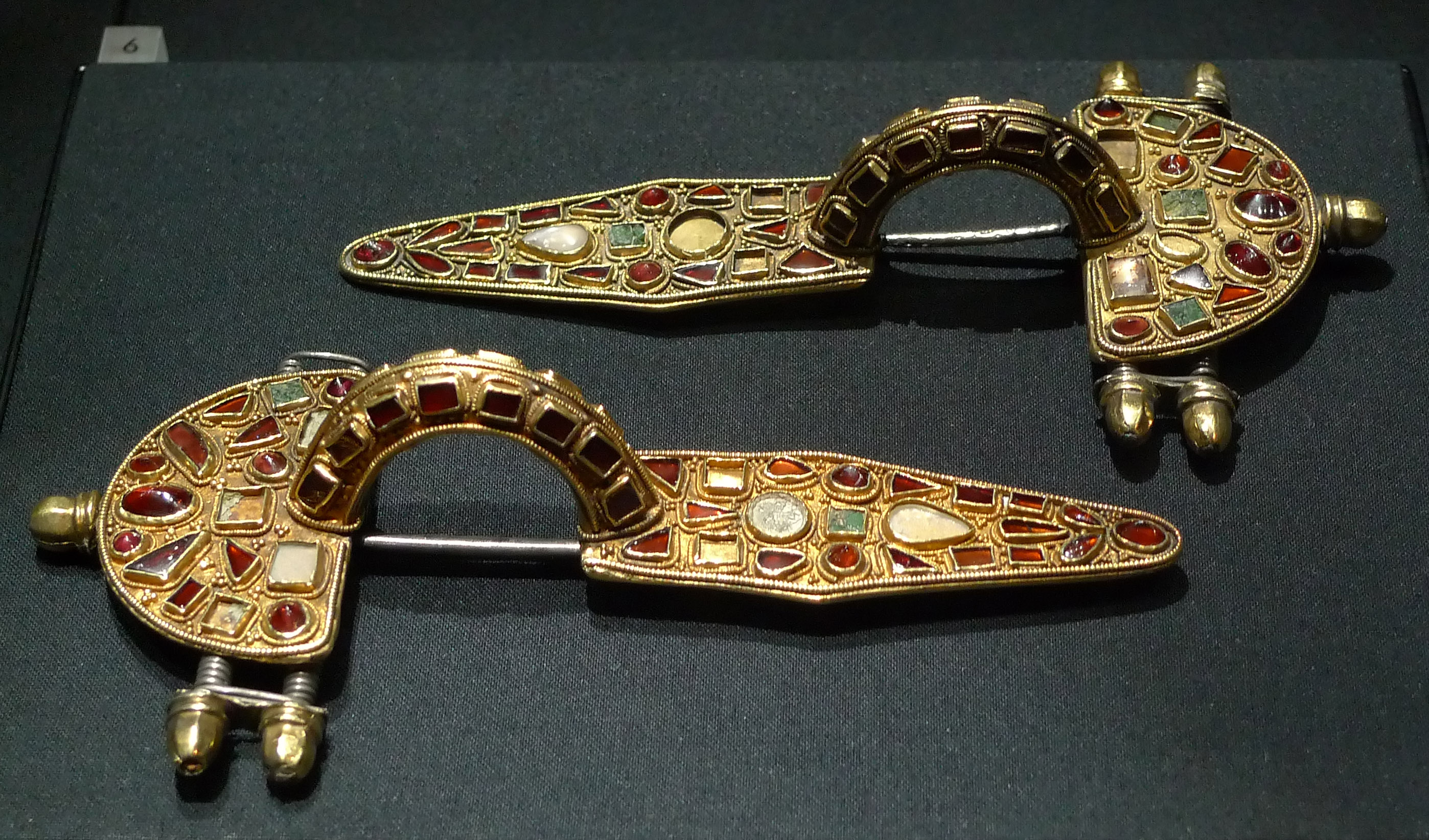
5世紀のゲルマン人のフィブラ

フィブラ（fibula）とは古代ギリシア、ローマ帝国などの男女が衣服を止めるときに使われたブローチのこと。フィビュール。
まっすぐな留め針に代わって、紀元前14世紀ごろから登場した青銅など金属でできた長さ10センチ程度のいわゆる安全ピンで、キトンやペプロス、マントを着用するときに留め具として使われた。
ギリシアではあくまで実用品として装飾は控えめだったが、ローマでは貴族たちによって金銀などで作られるようになり、意匠は複雑になり宝石や七宝細工などで装飾された。
ローマ以後も、ゴート人やゲルマン人などにより中世に入る頃まで使用された。

## 概要
本体部分は弓型か板状になっている。一方の端には螺旋状のばねか小さな蝶番を取り付けて装着を容易にできるようになっており、反対側の端に受け具を備える。
紀元前6世紀ごろから登場した本体の両方にばねを備えるタイプもある。
1世紀ごろからばねにカバーが取り付けられるようになり、これにやや先行して蝶番タイプが登場した。
留め針は本体に取り付けられているか、後からはめ込むタイプになっている。
フィブラの装飾を見れば、出身地域や、未婚の娘かそれとも夫人か、戦士か、指導者か、などの社会的階級を知ることもできた。
19世紀後半のスウェーデンの考古学者オスカル・モンテリウスは、青銅器文化におけるフィブラの型式を4期に分けたが、これは型式学的研究法を用いた編年の嚆矢となった。

## ギャラリー

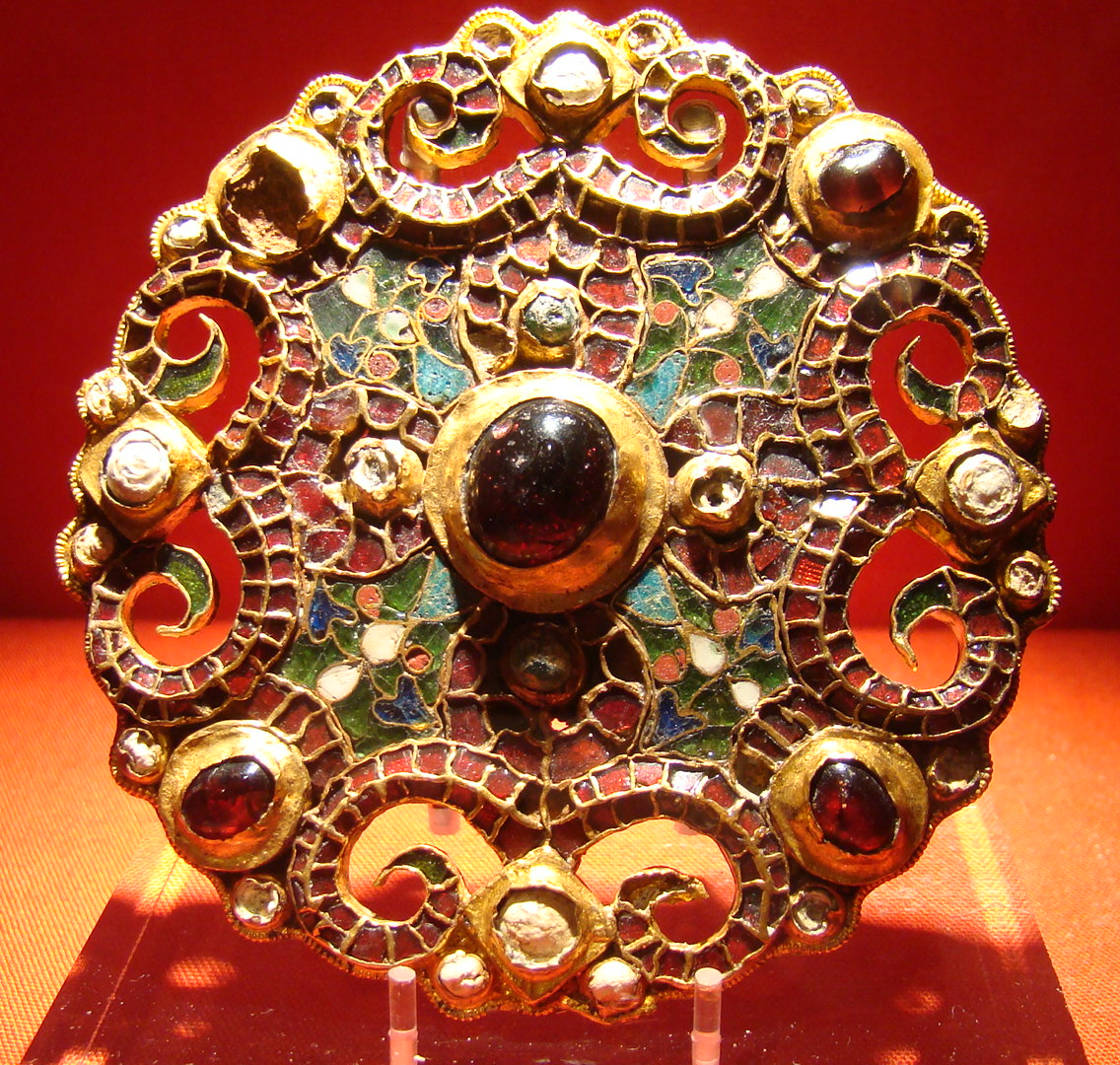
800年頃の透かしの入ったフィブラ（オランダ、ライデン）